# Christian Ludolph Mettcker
Christian Ludolph Mettcker (* 23. Februar 1786 in Aurich; † 25. Januar 1862 in Jever) war ein deutscher Drucker und Zeitungsverleger.

## Leben
Mettcker stammte aus Aurich und absolvierte dort eine Buchdruckerlehre. Über seine weitere Herkunft ist nichts bekannt. Von 1803 bis 1808 und ab 1811 war er als Gehilfe in der seit 1788 bestehenden Druckerei des ebenfalls aus Aurich stammenden Buchdruckers Johann Hinrich Ludolph Borgeest angestellt. Dort wurden seit 1791 die Jeverischen wöchentlichen Anzeigen und Nachrichten herausgegeben. Als Borgeest im März 1816 verstarb, bemühte sich Mettcker mit Unterstützung des Magistrats von Jever um die Zeitungskonzession bei der Regierung des Großherzogtums Oldenburg. Da Mettcker auch Vermögen besaß, um die hierfür geforderte Kaution zu hinterlegen und die Druckerei zu modernisieren, erhielt er schließlich die Konzession und konnte sich dabei auch wegen seiner Branchenkenntnisse gegenüber Mitbewerbern durchsetzen. Mettcker baute die zunächst wöchentlich erscheinende Zeitung in den folgenden Jahren kontinuierlich aus und konnte ihr einen festen Abonnentenstamm sichern. 1817 erfolgte die Umbenennung in Jeverisches Wochenblatt, der 1830 noch eine Anpassung zum heute verwendeten Titel Jeversches Wochenblatt folgte. 1844 ergänzte die Beilage Jeverländische Nachrichten das Anzeigen- und Bekanntmachungsblatt. Zu Mettckers Lebzeiten erschien die Zeitung bereits zweimal wöchentlich (ab 1852), dann dreimal wöchentlich (ab 1859) und später, ab 1890, schließlich täglich. Um den dadurch erhöhten Arbeitsaufwand zu bewältigen, nahm Mettcker 1854 seine beiden Söhne in den Verlag auf, der seitdem unter dem Namen C. L. Mettcker & Söhne firmierte.
Neben dem Wochenblatt ließ Mettcker seit 1834 auch den Historien-Kalender, dessen 189. und letzte Ausgabe 2022 für das Jahr 2023 herausgegeben wurde, drucken und baute als zweites Standbein einen auf die Herausgabe heimatkundlicher und regionalgeschichtlicher Literatur spezialisierten Buchverlag auf. Daneben gab er auch weitere Zeitungen im Ostfriesischen Umland Jevers heraus, so etwa ab 1862 den Anzeiger für Harlingerland.

## Familie
Mettcker war mit der jeverschen Kaufmannstochter Johanne Catharina geb. Friese (1798–1879) verheiratet. Das Paar hatte zwei Töchter und die beiden Söhne Johann Ludolph (1823–1913) und Andreas Wilhelm (1825–1900), die nach dem Tod des Vaters das Verlagshaus gemeinsam weiterführten.

## Weitere Entwicklung des Verlagshauses
Zum 1. Januar 1999 erfolgte die Fusion der Firma C.L. Mettcker & Söhne Vertriebs- und Verlagsgesellschaft mbH mit der Brune Druck- und Verlags-GmbH in Wilhelmshaven. Seitdem lautet der Firmenname Brune-Mettcker Druck- und Verlags-GmbH in Wilhelmshaven.